# Булаков Анатолій Миколайович
Анатолій Миколайович Булаков (рос. Анатолий Николаевич Булаков; 3 лютого 1930 — 19 вересня 1994) — радянський боксер найлегшої ваги.
Федерацією боксу СРСР занесений до Списку видатних боксерів СРСР.

## Життєпис
Народився в м. Москва.
Першого значного успіху досяг у 1949 році, перемігши у змаганнях боксерів найлегшої ваги на II Всесвітньому фестивалі молоді і студентів в Будапешті (Угорщина).
Шість разів поспіль, у 1949—1954 роках, виборював першість СРСР з боксу у найлегшій вазі.
На літніх Олімпійських іграх 1952 року у Гельсінкі (Фінляндія) брав участь у змаганнях боксерів найлегшої ваги. Почергово переміг Гейна ван дер Зеє (Нідерланди), Арістіде Поццалі (Італія) і Дея Довера (Велика Британія). У півфінальному двобої поступився німцю Едгару Базелю, задовільнившись бронзовою медаллю.
На чемпіонаті Європи з боксу 1953 року у Варшаві (Польща) дістався півфіналу змагань боксерів найлегшої ваги, де поступився майбутньому чемпіону Європи поляку Генрику Кукеру.
Закінчив Вищу школу КДБ СРСР. Після завершення спортивної кар'єри працював в системі КДБ СРСР.
Мешкав у Москві, де й помер. Похований на Ваганьковському кладовищі.